# Dobrynintoppen
Dobrynintoppen är ett berg i Antarktis. Det ligger i Östantarktis. Norge gör anspråk på området. Toppen på Dobrynintoppen är 1 920 meter över havet, eller 135 meter över den omgivande terrängen. Bredden vid basen är 1,0 km.
Terrängen runt Dobrynintoppen är varierad. Trakten är obefolkad. Det finns inga samhällen i närheten. 